# Notiobiella costalis
Notiobiella costalis is een insect uit de familie van de bruine gaasvliegen (Hemerobiidae), die tot de orde netvleugeligen (Neuroptera) behoort. 
Notiobiella costalis is voor het eerst wetenschappelijk beschreven door Banks in 1918.